# ويليام إيفانز (عسكري)
ويليام إيفانز (بالإنجليزية: William Evans)‏ هو عسكري أمريكي، ولد في 1851 في جزيرة أيرلندا في جمهورية أيرلندا، وتوفي في 27 أغسطس 1881 في سانت لويس في الولايات المتحدة.